# Trussardi

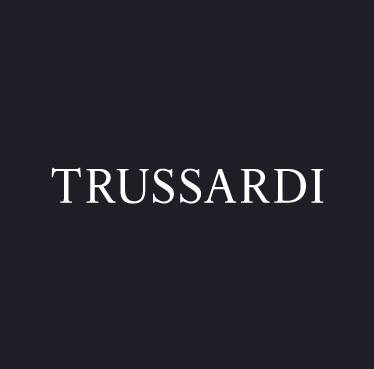
Logo da Trussardi.

Trussardi é uma casa de moda italiana, fundada em 1911. Começou como fabricante de luvas de couro e expandiu sua linha para artigos de couro adicionais na década de 1970, depois que Nicola Trussardi assumiu o lugar de seu tio. Nos anos 1980, a empresa iniciou a produção de roupas prontas para uso, além de produtos como perfumes e jeans. Na década de 1990, a Trussardi vendia internacionalmente, com seus maiores mercados na Itália e no Japão. Em 2014, Tomaso Trussardi era o CEO, Gaia Trussardi era a Diretora Criativa e Maria Luisa Trussardi a Presidente do Grupo Trussardi.